# Уклета кућа (филм из 1907)
Уклета кућа (фр. La Maison ensorcelée) француски је црно-бели неми хорор филм из 1907. године, редитеља и сценаристе Сегунда де Чомона, са непознатим глумцима у три главне улоге. Филм садржи кадар-по-кадар анимацију и сматра се првим хорор филмом са премисом уклете куће.
Филм је послужио као инспирација за рад редитељке Џенифер Кент и појављује се у сцени из њеног филма Бабадук (2014).

## Радња
Два мушкарца и једна жена улазе у малу дрвену кућу у шуми. Унутра се одиграва неколико натприродних појава, које подразумевају: нестајање и померање предмета, појављивање духова (под белим прекривачима), кугличасте муње и необјашњиво померање целе куће. На крају филма се на зиду појављује гротескно биће са огромним канџама, које покушава да поједе главне ликове.